# Alex Chan

a Compétitions nationales et continentales officielles uniquement.

b Matchs officiels uniquement.
Alexander Chan dit Alex Chan, né le 22 décembre 1974, est un joueur néo-zélandais de rugby à XIII. Ce pilier a joué pour les Dragons Catalans où il a été finaliste de la Challenge Cup en 2007.
Il a également joué en NRL pour le Storm de Melbourne, les Eels de Parramatta et les Northern Eagles. Il a représenté la Nouvelle-Zélande à deux occasions en 2004.
Deux de ses fils sont également joueurs de rugby à XIII : Tiaki Chan et Joe Chan.

## Palmarès
- Collectif : 
  - Finaliste de la National Rugby League : 2001 (Parramatta).
  - Finaliste de la Challenge Cup : 2007 (Dragons Catalans).